# 2-溴-1,4-二甲氧基苯
2-溴-1,4-二甲氧基苯是一种有机化合物，化学式为C8H9BrO2，它可由对苯二酚甲基化后在乙酸中和溴反应得到。它在1-丁基-3-甲基咪唑𬭩溴化物中可以被铟脱溴，得到1,4-二甲氧基苯。它和镁在碘催化下于四氢呋喃中反应，可以得到2,5-二甲氧基苯基溴化镁。